# Divizia Națională 2017
La Lliga moldava de futbol 2017, també coneguda com a Divizia Naţională, fou la 27a edició de la primera divisió moldava de futbol. El torneig l'organitzà la Federació Moldava de Futbol (FMF). El FC Sheriff Tiraspol n'era el campió vigent.

## Participants

### Ascensos i descensos (temporada anterior)
| Pos. | Descendits de la 1a Divisió |
| ---- | --------------------------- |
| 8è   | Academia Chișinău (dissolt) |
| 10a  | Saxan (voluntari)           |
| 11è  | Ungheni                     |

| Pos. | Ascendits de la 2a Divisió |
| ---- | -------------------------- |
| 2n   | Sfântul Gheorghe           |
| 3r   | Spicul Chișcăreni          |

### Estadis i capacitat
| Equip                | Lloc           | Estadi               | Capacitat |
| -------------------- | -------------- | -------------------- | --------- |
| Dacia Chișinău       | Chișinău       | Moldova              | 8.550     |
| Dinamo-Auto Tiraspol | Tiraspol       | Dinamo-Auto          | 1.300     |
| Milsami Orhei        | Orhei          | CDD de Orhei         | 2.539     |
| Petrocub-Hîncești    | Sărata-Galbenă | Municipal (Hîncești) | 1.500     |
| Sfîntul Gheorghe     | Suruceni       | Municipal (Suruceni) | 1.500     |
| Sheriff Tiraspol     | Tiraspol       | Sheriff              | 12.746    |
| Speranța Nisporeni   | Nisporeni      | Municipal (Hîncești) | 1.500     |
| Spicul Chișcăreni    | Chișcăreni     | CDD de Orhei         | 2.539     |
| Zaria Bălți          | Bălți          | Municipal (Bălți)    | 5.953     |
| Zimbru Chișinău      | Chișinău       | Zimbru               | 10.400    |

## Resultats

### Taula de Posicions
| Pos | Equip                 | PJ | PG | PE | PP | GF | GC | DG  | Pts | Classificació o descens                                    |
| --- | --------------------- | -- | -- | -- | -- | -- | -- | --- | --- | ---------------------------------------------------------- |
| 1   | Sheriff Tiraspol (C)  | 18 | 14 | 3  | 1  | 50 | 14 | +36 | 45  | Classificació per la Primera Ronda de la Lliga de Campions |
| 2   | Milsami Orhei         | 18 | 13 | 1  | 4  | 26 | 12 | +14 | 40  | Qualification for the Primera Ronda de la Lliga Europa     |
| 3   | Petrocub-Hîncești     | 18 | 7  | 5  | 6  | 25 | 16 | +9  | 26  | Qualification for the Primera Ronda de la Lliga Europa     |
| 4   | Dacia Chișinău        | 18 | 7  | 5  | 6  | 23 | 26 | −3  | 26  |                                                            |
| 5   | Zaria Bălți           | 18 | 7  | 3  | 8  | 28 | 20 | +8  | 24  |                                                            |
| 6   | Speranța Nisporeni    | 18 | 5  | 6  | 7  | 18 | 21 | −3  | 21  |                                                            |
| 7   | Sfîntul Gheorghe      | 18 | 5  | 5  | 8  | 15 | 27 | −12 | 20  |                                                            |
| 8   | Zimbru Chișinău       | 18 | 5  | 4  | 9  | 17 | 21 | −4  | 19  |                                                            |
| 9   | Dinamo-Auto Tiraspol  | 18 | 4  | 3  | 11 | 14 | 38 | −24 | 15  |                                                            |
| 10  | Spicul Chișcăreni (R) | 18 | 3  | 5  | 10 | 14 | 35 | −21 | 14  | Descens a la Divizia A 2018                                |